# Val dood
 Val dood  is de vertaalde roman van Jens Lapidus uit 2011, met de Zweedse titel 'Livet deluxe'. Het is het derde deel en dientengevolge het laatste deel van de Stockholmtrilogie, na de delen ‘Snel geld’ en ‘Bloedlink’. Het dragende verhaal is de overval op een gelddistributiecentrum. De belangrijkste gebeurtenissen spelen zich af in Zweden en Thailand.

## Verhaal
Er zijn verschillende verhaallijnen en sommige personages spelen in meerdere verhalen een rol.
- De Chileen Jorge Salinas Barrio beraamt met zijn twee vrienden Javier Fernandez en Babak Behrang en nog vijf anderen een overval op een gelddistributiecentrum. Hij koopt het plan van een ‘Fin’, een Zweed van Finse afkomst, Anders Olsson. Hoewel de overval lukt, gaat er te veel mis. Een bewaker raakt levenslang invalide en de buit valt zwaar tegen. Het gezelschap vlucht naar Thailand. De hoofdrolspelers keren geleidelijk toch weer terug naar Zweden en raken verstrikt in andere verhaallijnen.
- Een huurmoordenaar, Semjon Averin, krijgt opdracht de Servische maffiabaas Radovan Kranjic te vermoorden, hetgeen in twee pogingen lukt. Zijn dochter Nathalie gaat op jacht naar de huurmoordenaar en komt achter zijn identiteit. Omdat haar stervende vader haar opdracht gaf het familiebedrijf voort te zetten, raakte ze in oorlog met de tweede man van de organisatie Stefanovic Rudjman. Haar vertrouweling Goran noemt laatstgenoemde een ‘’izdajnik’’.[3] Op hun beurt worden Nathalie en Stefanovic allebei aangepakt door ‘De Russen’. De huurmoordenaar krijgt ook opdracht de dochter te doden. Haar vertrouweling Goran, Johan Westlund en Ivan Hasdic, een Serviër, dringen er bij Nathalie op aan om Stefanovic te doden.
- De Russen. Doorgewinterde criminelen die met een bijna officieuze opdracht van de Russische regering zijn belast. Zweeds politici chanteren om hun verzet tegen de gaspijpleiding Nord Stream op te geven.
- Martin Hägerström wordt als undercoveragent ingezet om JW (Johan Westlund) in de gevangenis te benaderen. Via hem komt hij ook in contact met de bende rond Jorge. Raakt in Thailand in een homoseksuele relatie verstrikt met Javier.
- Johan Westlund. Hij is tijdens zijn 5 jaar gevangenisstraf uitgegroeid tot bankier van de onderwereld. En dat in een tijd dat de overheden hun gezamenlijke jacht organiseren op de talrijke belastingparadijzen. Via Martin probeert hij geaccepteerd te worden in de Zweedse bovenwereld. Maar ten slotte bedriegt hij zijn zwartgeld-vertrouwelingen en verduistert van hen 80 miljoen kronen.

De moord op de maffiabaas en de overval op het gelddistributiecentrum brengen de politie van Stockholm in de hoogste staat van paraatheid. Personen en verhaallijnen raken in elkaar verstrikt. Ten slotte krijgt de undercoveragent 3 jaar gevangenisstraf, wegens het gewapenderhand bevrijden van Javier. De leider Jorge krijgt slechts 1 jaar en zijn medeplichtigen en het “Finse” brein 8 jaar. Nathalie heeft dan al persoonlijk met een scherp geslepen koolstofkam in een gesprek onder vier ogen Stefanovic in een hotelkamer omgebracht. Johan Westlund wordt net als Nathalie opgepakt bij een grootschalige politieoverval op hetzelfde hotel. Beiden, inmiddels fysieke geliefden, moet justitie tandenknarsend na drie maanden vrij laten. De politieoverval verhindert de huurmoordenaar Nathalie neer te schieten, terwijl hij schietklaar in de bosjes bij het hotel klaar lag. Zijn opdrachtgever Johan Westlund deelt hem aan het eind van het boek mee dat de opdracht vervallen is. De twee verantwoordelijke personen voor de moord op zijn zus 8 jaar eerder, zijn door geweld omgebracht. Het is genoeg geweest.

## Trivia
Jorge geeft zijn neefje Jorgito vlak voor zijn overval een cadeau van LEGO. Lego racers 8199, Ramkraak op de weg.

## Voetnoot
1. ↑   “Leve de luxe!”, lijkt na lezing toch een betere vertaling.
2. ↑   Gedeeltelijk in een soort Amsterdamse straattaal.
3. ↑   Servisch voor “verrader’’.
4. ↑   Zie deel 1: Snel geld
5. ↑  Bol Com vanaf 6 jaar